# Pilomatrixome
Le pilomatrixome (ou "pilomatricome", ou "épithéliome calcifié de Malherbe") est une tumeur bénigne cutanée d'origine annexielle folliculaire. La tumeur survient surtout chez les enfants et les adolescents avec prédominence féminine et se localise au niveau de la tête et du cou. Cliniquement on trouvera fréquemment un nodule sous-cutané unique, de taille inférieure à 3 cm et asymptomatique (parfois douloureux).

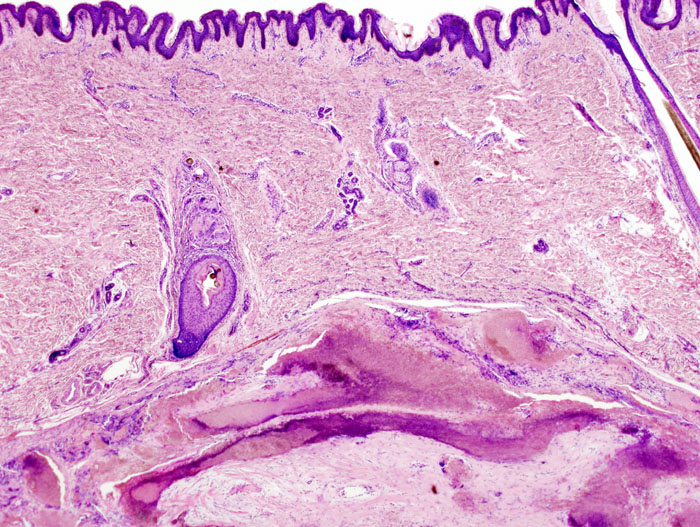
Microscopie : Pilomatrixome. HE, x24. Présence d'une tumeur calcifiée dans le derme profond.

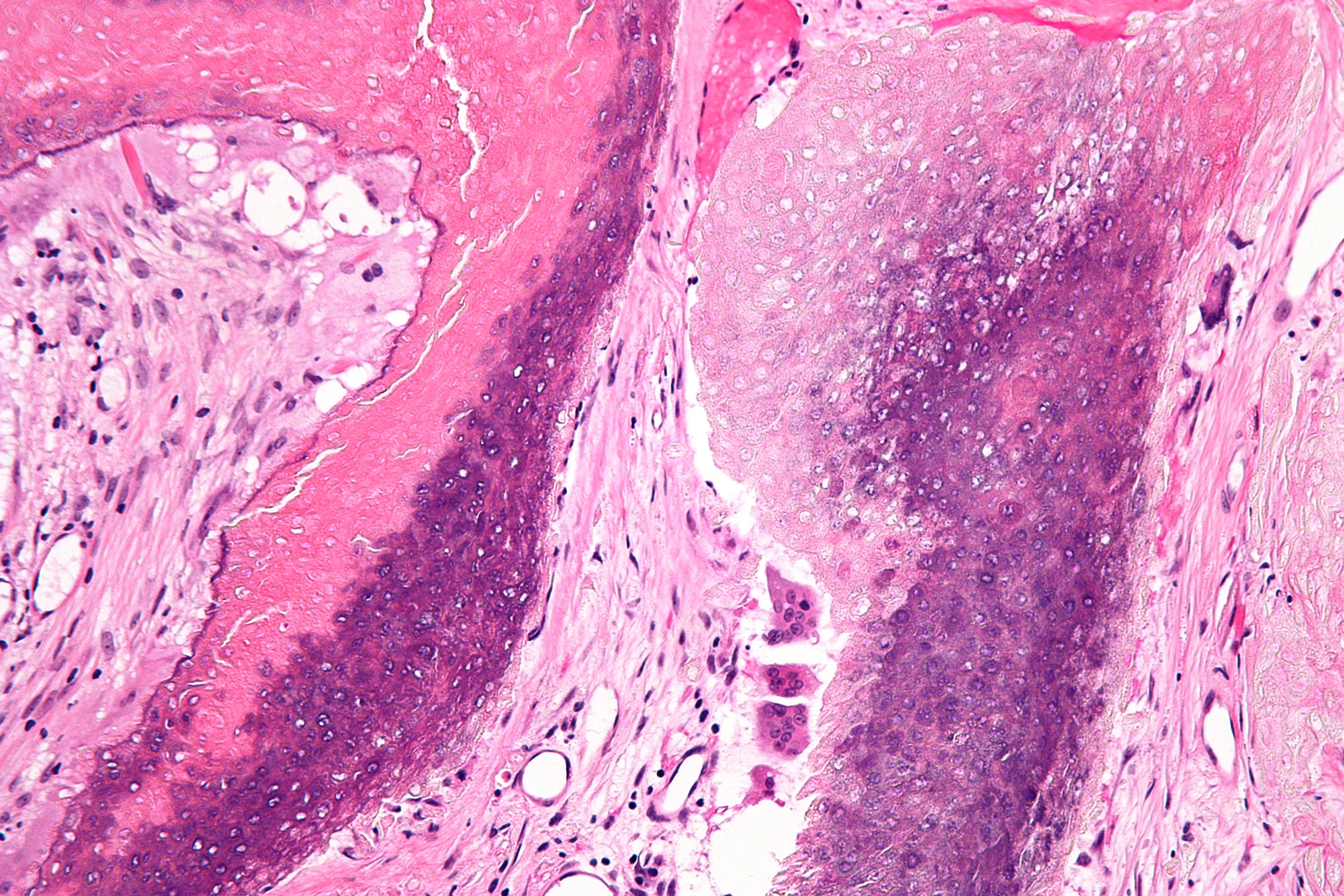
Microscopie : Pilomatrixome. HE, X100. Présence de cellules "fantômes" partiellement calcifiées et de cellules géantes multinucléées à corps étrangers.